# محمد التمياط
محمد التمياط لاعب كرة قدم سعودي سابق.
هو محمد بندر محمد التمياط الشمري من مواليد 1972م في الرياض عاصمة السعودية، سبق له تمثيل نادي الهلال كما مثل المنتخب السعودي.
كان يلعب في مركز الجناح الأيمن وهو أحد أبرز النجوم الذين خرجتهم مدرسة الهلال في نهاية الثمانيات الميلادية، حيث كان يتيمز بالسرعة والمراوغة حتى أضحى ركيزة مهمة في خارطة الهلال.
وهو من عائلة رياضية، حيث أن شقيقه الأكبر صفوق التمياط كان يلعب في الهلال وعاصره خلال بداية التسعينات، وشقيقه الأصغر نواف التمياط لعب بعده في الهلال والمنتخب السعودي.
وساهم محمد في تحقيق منتخب الناشئين لكأس العالم 1989م، كما حقق العديد من البطولات مع الهلال. وبزغ نجوميته في بداية التسعينات حيث سحرت موهبته جميع المتابعين والذين راهنوا على موهبته وأنه سيكون النجم الأول في الملاعب السعودية.
ولكن المفاجأة أنه لم يستمر طويلاً حيث اختفى في عام 1412هـ وعاد بعد ذلك ولكنه لم يستطيع أن يعيد مستواه ليعتزل الكرة.

## اسهاماته الرياضية
- بطل كأس العالم للناشئين 1989م مع المنتخب.
- بطل الدوري السعودي 1410هـ مع الهلال.
- بطل كأس الاتحاد 1410هـ مع الهلال.